# York Island
York Island est une île d'Antigua-et-Barbuda.